# Bernardo Estornes
Bernardo Estornes Lasa, né le 11 mai 1907 à Izaba et mort le 10 août 1999 à Saint-Sébastien, est un écrivain, poète et académicien basque espagnol de langue basque et espagnole. 

## Biographie
Promoteur culturel, fondateur avec son frère Mariano et directeur de l'« Enciclopedia General Ilustrada del Pais Vasco » (Editorial Auñamendi). En 1993, il reçoit le prix Argizaiola au Salon du livre et du disque basques de Durango.